# Ronan Parke
Ronan David Parke (8 de agosto de 1998) é um cantor  Inglês de Poringland, Norfolk, Inglaterra que ficou em segundo lugar na 5.ª temporada do programa de revelação de talentos da ITV Britain's Got Talent, apesar de ter sido dado como favorito pela comunicação social.  Após o show, foi relatado que Parke tinha assinado um contrato de gravação conjunta com a Sony Music. Ronan Parke lançou o seu álbum de estreia Ronan Parke em 24 de outubro de 2011.

## Biografia

### Primeiros anos
Ronan Parke é filho de Maggie e Trevor Parke e nasceu em Poringland, uma aldeia em Norfolk na Inglaterra. Ronan Parke tem um irmão mais velho Declan, de 15 anos. Sua família é próxima à família do jogador de  Norwich City, Bryan Gunn, cuja filha ajudou Parke colocar no seu formulário de pedido do Britain's Got Talent. Parke estava tendo aulas de canto em sua cidade natal antes de ter confiança para se candidatar ao show.
Parke frequentou a  Framingham Earl High School.

## Carreira

### 2011:Britain's Got Talent
Parke fez teste para o Britain's Got Talent em Londres em frente aos jurados Amanda Holden, Michael McIntyre e Louis Walsh (que estava no lugar do David Hasselhoff.) Ele cantou "Feeling Good" e antes da música terminar, o público e os três jurados aplaudiram de pé. Ele recebeu elogios depois de sua performance e recebeu três votos "sim" e foi até a próxima rodada, com Walsh declarando que Parke "é o único a bater". Depois de sua audição no terceiro dia de audições em 30 de abril de 2011, Parke rapidamente se tornou o favorito para ganhar o programa. Parke foi, então seguindo até às semi-finais, algumas semanas depois.
Parke se apresentou pela segunda vez durante as semi-finais em 30 de maio de 2011, cantando "Make You Feel My Love" de Bob Dylan. depois de sua performance, ele recebeu elogios de todos os quatro juízes David Hasselhoff (que não estava presente na audição de Parke), McIntyre, Holden and Simon Cowell, que só julga nas finais ao vivo. Parke recebeu a maior votação do público da noite e foi automaticamente até à final.
Na final em 4 de junho, Parke cantou "Because of You" de Kelly Clarkson e foi aplaudido de pé pelo público e juízes, e os juízes, mais uma vez deu-lhe elogios por sua interpretação poderosa da música. Walsh, que estava na plateia para a final, foi referido por Cowell e também elogiou Parke dizendo “Ele fez os pelos do meu pescoço arrepiarem”. No entanto, Parke perderia para o vencedor Jai McDowall por uma margem de 2,6% dos votos.

#### Controvérsia
Houve uma alegação de que Simon Cowell teria "preparado" Parke por dois anos antes dele se apresentar no programa, mas ambos negaram ter tido qualquer contacto prévio.  disse na edição semi-final, que foi ao ar em 3 de junho de 2011: "Houve alegações feitas ... na Internet, que Parke Ronan tem um contrato de gravação anterior com a minha gravadora, que eu conheci antes, tanto de que são mentiras completa e absoluta. A primeira vez que encontrei Ronan foi quando ele apareceu no show, ele entrou por vontade própria. Ele tem 12 anos, esta é uma campanha de difamação deliberada e é o meu trabalho, como alguém que trabalha com esse show, ter certeza de quem é mentiroso é exposto. Ronan é tratado da mesma forma que todos os outros e será o público que decidirá." tinha chamado a polícia para ajudá-lo a localizar a origem da história, que dizia ser de dentro Sony Music do Reino Unido. O inquérito policial foi posteriormente abandonada, com um porta-voz da Scotland Yard que implica que a acusação pode ter sido um golpe publicitário para aumentar a classificação do programa.
Em julho de 2011, o homem responsável pela acusação pediu desculpas e revelou que ele tinha fabricado inteiramente a sua reivindicação. Foi advertido pela polícia após o caso, e convidado a se desculpar frente a Cowell. O assunto não foi levado adiante.

### 2011: álbum de estreia
Dois dias depois do final, foi relatado que a Sony Music estavam dispostos a oferecer um contrato de gravação a Parke no valor de um milhão de libras. No mesmo dia, também foi relatado que Cowell tinha planos de Parke fazer um dueto com Jackie Evancho.
Parke cantou no Britain's Got Talent Live Tour 2011, fazendo aparições por todo o Reino Unido. A turnê começou em 12 de junho de 2011 no Newcastle Metro Radio Arena e terminou em 26 de junho no Bournemouth BIC. Durante o passeio, Parke cantou as três músicas que ele tocou no show, colaborando com o pianista Paul Gbegbaje para a música "Make You Feel My Love". Foi relatado que Parke ia receber o pagamento até R $ 30.000 para três apresentações da turnê, o dobro do vencedor Jai McDowall.
Parke apareceu no Royal Norfolk Show em 30 de junho para cumprimentar os fãs e dar autógrafos. Parke também cantou na noite de família Hamilton Park Racecourse em 9 de julho, para preenchimento de Joe McElderry que foi forçado a retirar-se. Parke se apresentou para uma plateia de mais de 50000 pessoas no T4 on the Beach em 10 de julho cantando Cee Lo Green's "Forget You". Ele foi apresentado no palco por David Hasselhoff.
Foi relatado pelo The Sun em 7 de julho de 2011 que Parke tinha finalmente assinado com a Sony Music e outro rótulo como um contrato comum. Ele ainda não confirmou  quanto dinheiro está envolvido no acordo de gravação. A mãe de Parke  insinuou o fa(c)to de que a sua música pode ser lançada este ano. Grandes varejistas, incluindo a Amazon.com começaram a pré-vendas para o registro com a data de lançamento no Reino Unido, de 24 de outubro.
Em 28 de julho, Parke enviou um vídeo para o YouTube dele realizando um cover de Lady Gaga's "The Edge of Glory", que tem atraido a atenção da mídia. No seu Facebook, afirmou que um novo vídeo de Parke cantando um cover acústico seria lançado a cada semana como parte de uma série de três-partes chamado Ronan Sings. O segundo vídeo foi um cover acústico de "Make You Feel My Love" de Bob Dylan, que foi enviado em 10 de agosto. Amazon também mostrou um vídeo exclusivo da página de pré-venda do álbum de estreia de Parke, dele realizando um cover acústico de "Forget You". Um novo vídeo, de Parke cantando "Jar of Hearts" de Christina Perri foi lançado em 6 de setembro.
Parke também anunciou o seu primeiro show em Norfolk, e apresentou-se no Potters Leisure Resort, Hopton-on-Sea em duas noites, 22 e 23 de outubro. Parke também se apresentou no Xscape em Castleford, West Yorkshire em agosto. Parke cantou "Forget You", "Ben" and "Smile" no show em tributo à Michael Jackson em 28 de agosto no Blackpool Opera House.
Parke anunciou no Facebook que "A Thousand Miles", originalmente de Vanessa Carlton, vai ser o primeiro single de seu album e o videoclipe foi lançado em 14 de setembro. O vídeo foi publicado no YouTube em 2 de setembro. O tracklist de seu album também foi revelado em sua conta do Facebook .
Também foi relatado que Gary Barlow teria escrito uma música para o album chamado Stronger Than I Am.
Parke também revelou que ele estará fazendo inúmeras aparições para promover o álbum. Ele apareceu no QVC em 10 de outubro. Ele também apareceu no This Morning em 18 de outubro.

### 2012–presente
Através de seu site oficial, Ronan anunciou sua saída da Syco, em 03 de maio de 2012. Após três meses, em 05 de agosto de 2012, Parke lançou seu primeiro EP, "We Are Shooting Stars" contendo além da versão original as versões em Acoustic, Alternative, BitRush e Extended Club. No dia 12 de dezembro do mesmo ano, em parceria com Luciel Johns, que também participara do Britain's Got Talent em 2011, lançou um EP sob o título "Not Alone This Christmas", que contou com o dueto na música de mesmo título do EP e com um cover de Johns, "Diamonds" (Rihanna) e outro de Parke, "Silent Night". Mantendo um ritmo de gravação de aproximadamente de seis em seis meses, foi lançado o single "Move", em 21 de julho de 2013.
No início do ano seguinte, em 05 de janeiro, Ronan publicou em seu canal de vídeos oficial para o novo single, "Defined", porém o lançamento oficial da canção pelo iTunes foi um dia depois. Este single foi lançado em 06 de janeiro de 2014 quando Ronan Parke e grande parte de sua venda é revertida para Kidscape, instituição de caridade infantil. Através do vídeo Ronan criou uma campanha anti-bullying, e teve grande apoio de seus fãs, chamados de Ronanators.
Alguns meses após o lançamento de Defined, Ronan assinou contrato com "Rosen Music Group", com quem permanece até hoje.

## Discografia

### Álbuns de estúdio
| Titulo | Detalhes |             | |
| ------ | -------- | ----------- | --- |
| Titulo | Detalhes | Ronan Parke | - Data de Lançamento: 24 de Outubro de 2011 - Gravadora: Syco Music - Formatos: CD, download digital |

### Singles
| Ano  | Single                     | Album       |  |  |  |
| ---- | -------------------------- | ----------- |  |  |  |
| Ano  | Single                     | Album       |  |  |  |
| 2011 | "A Thousand Miles"         | Ronan Parke |  |  |  |
| 2012 | "We Are Shooting Stars"    | EP          |  |  |  |
| 2012 | "Not Alone This Christmas" | EP          |  |  |  |
| 2013 | "Move"                     | —           |  |  |  |
| 2014 | "Defined"                  | —           |  |  |  |
| 2018 | ''No love''                |             |  |  |  |

### Videoclipes
| Ano  | Música             | Diretor |
| ---- | ------------------ | ------- |
| 2011 | "A Thousand Miles" | —       |